# ヴェール・オブ・グラモーガン
ヴェール・オブ・グラモーガン （英語:Vale of Glamorgan County Borough、ウェールズ語:Bwrdeistref Sirol Bro Morgannwg）は、ウェールズ南部のカウンティ・バラ。歴史的カウンティのサウス・グラモーガン内に位置している。農業に適したエリアであり、海岸線は入り組んでいる。エリア内には多くの観光スポットが存在する。エリア内では、バリーの人口が最も多く、行政上の中心でもある。

## 姉妹都市
- Rheinfelden、ドイツ
- ムスクロン、ベルギー
- フェカン、フランス